# St. James’s Park (stacja metra)
St. James’s Park - stacja metra londyńskiego, położona na terenie City of Westminster i stanowiąca część District Line oraz Circle Line. Została otwarta w 1868 roku. W latach 1927-29 stacja została gruntownie przebudowana, a równocześnie stała się częścią większego gmachu znanego jako 55 Broadway, zaprojektowanego przez Charlesa Holdena, architekta wielu stacji metra. Budynek ten do dzisiaj stanowi siedzibę dyrekcji metra. W styczniu 2011 cały kompleks został wpisany do rejestru zabytków.
Według danych za rok 2010, średnio każdego dnia ze stacji korzysta 23 261 pasażerów wsiadających i 24 391 wysiadających. W skali całego roku oznacza to ok. 13,3 mln podróżnych przewijających się przez stację.

## Galeria
- Pociąg linii District wjeżdżający na stację (wideo)

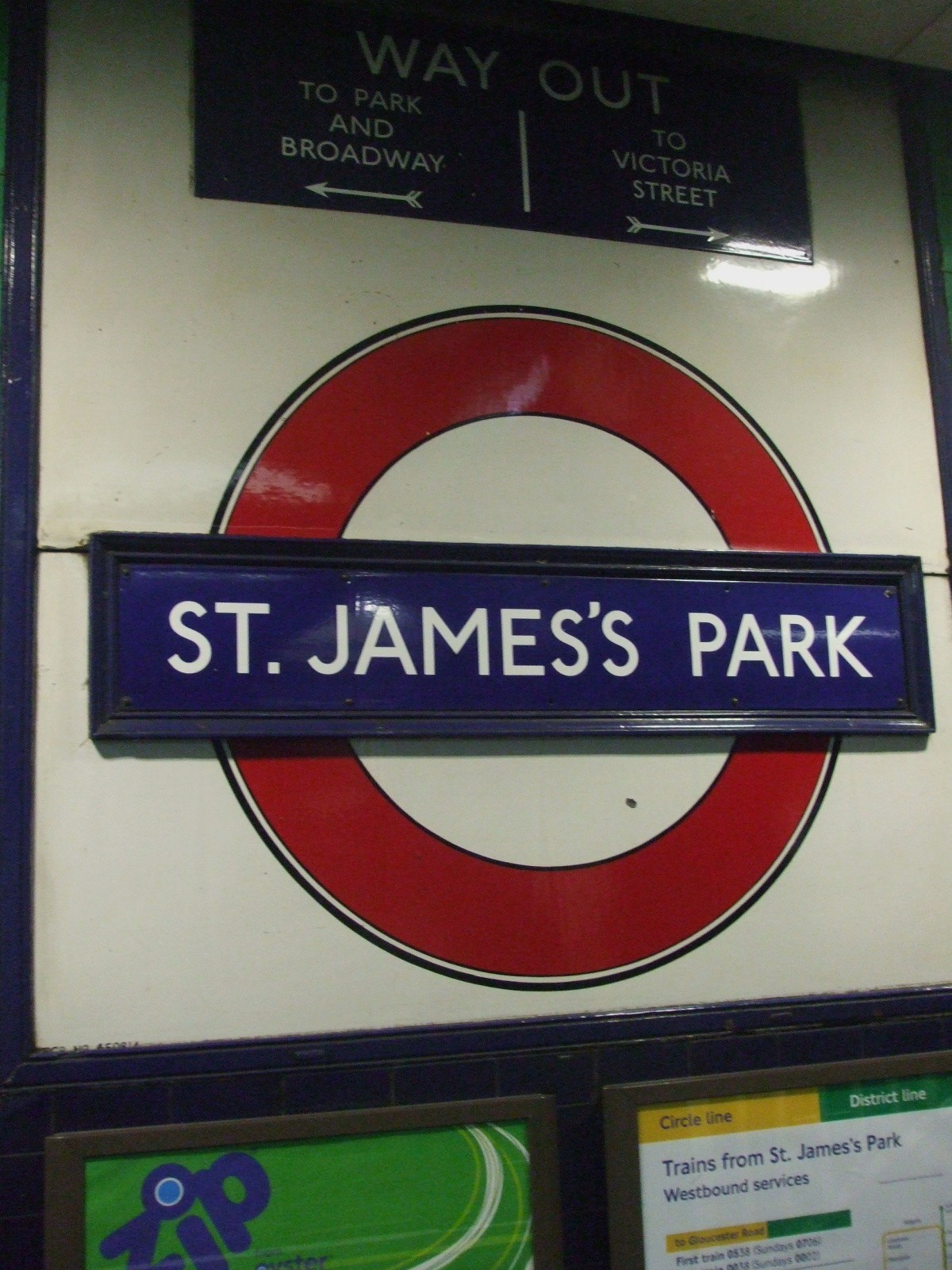
Logo stacji
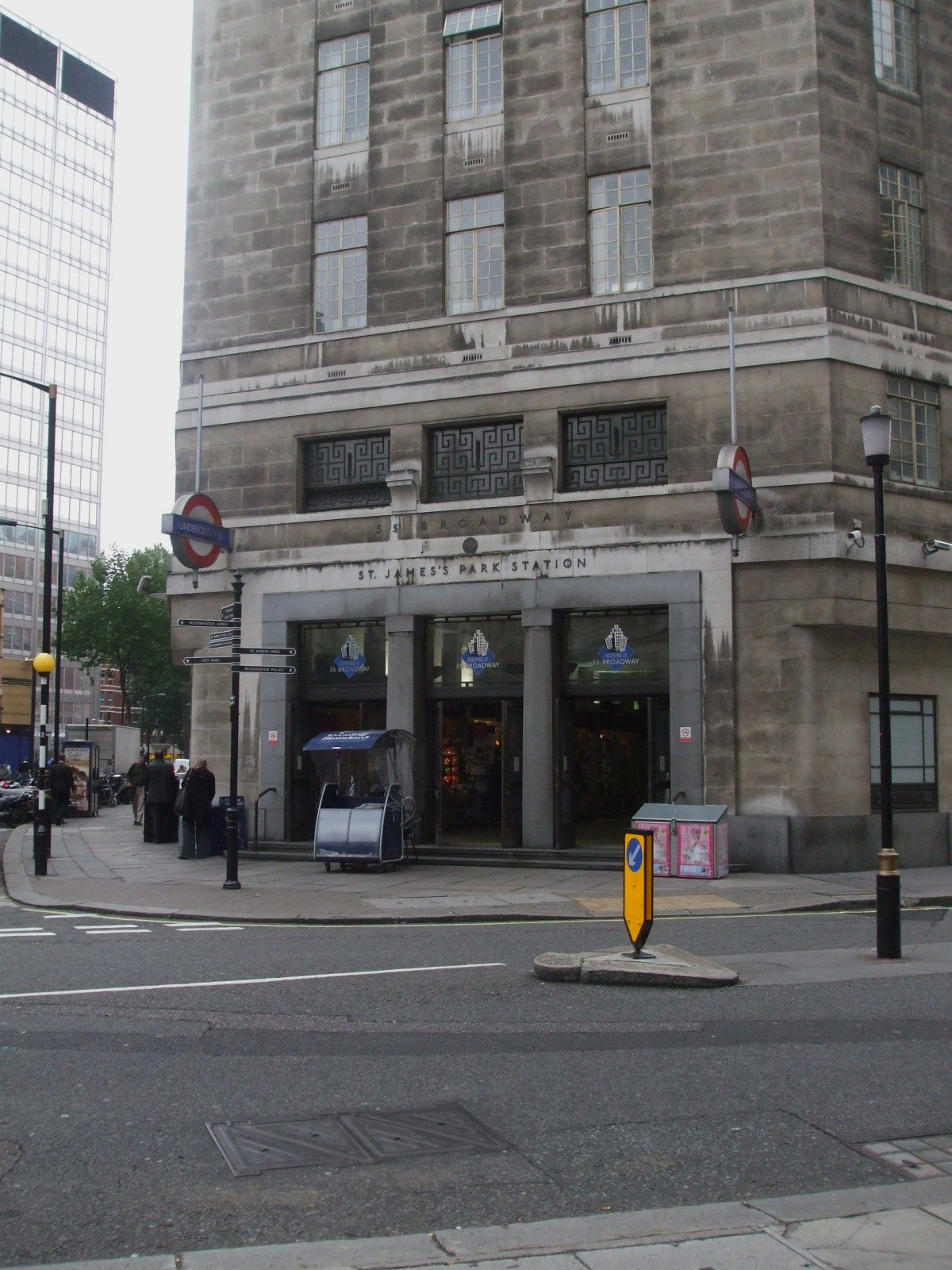
Wejście od ulicy Broadway
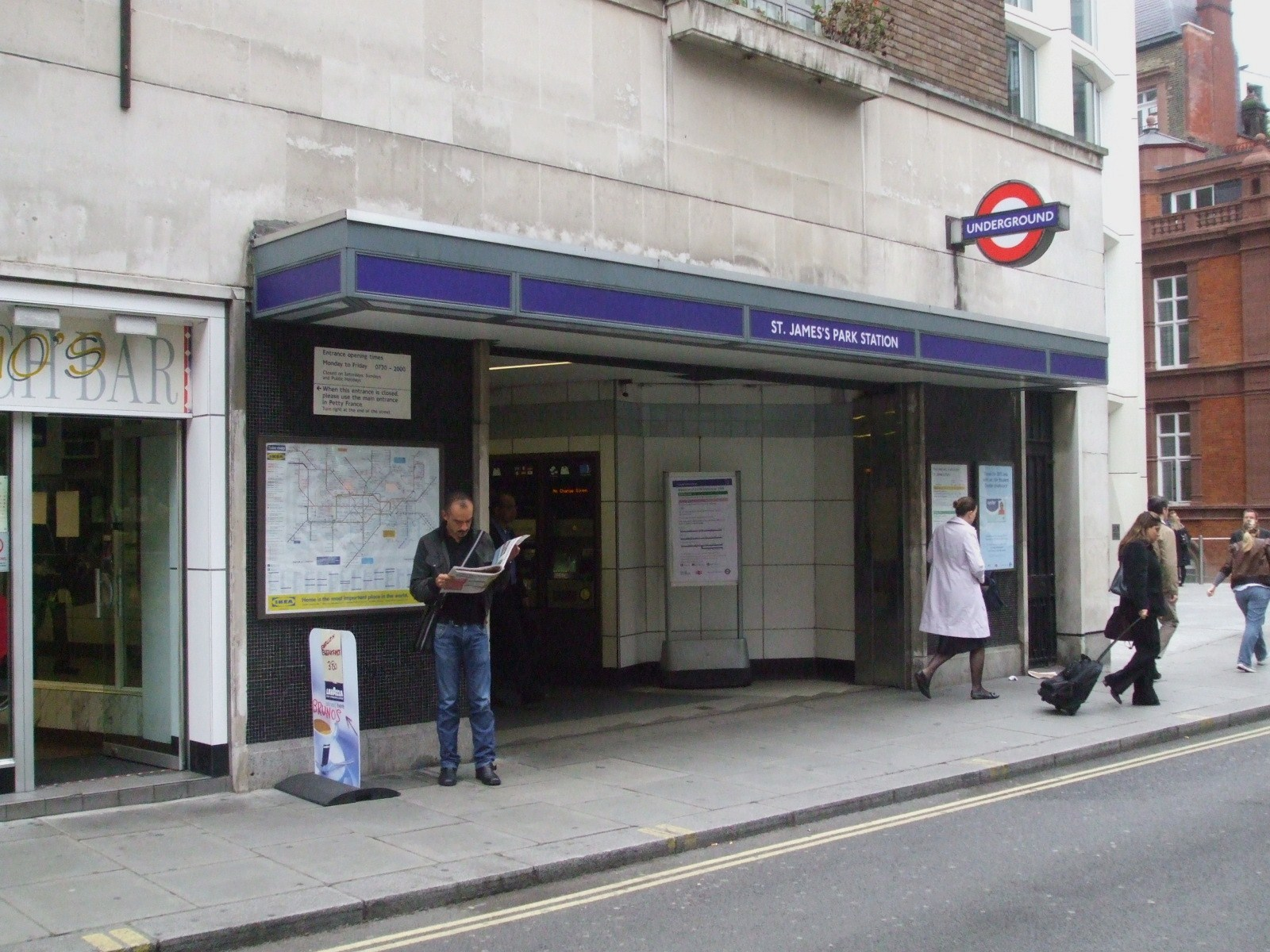
Wejście od Palmer Street
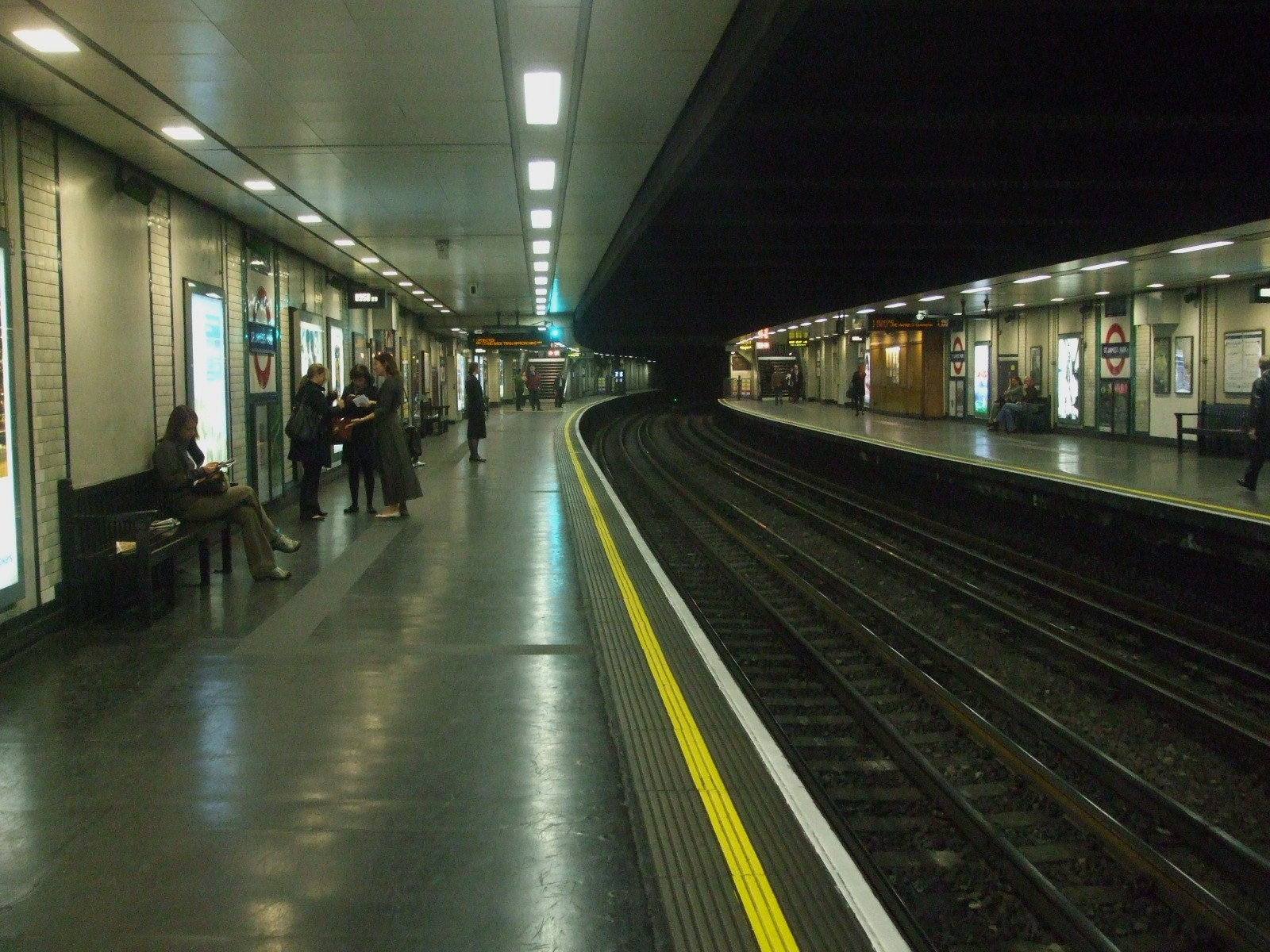
Perony